# هاینکل هائی ۱۷۸
هاینکل ۱۷۸ (به انگلیسی: Heinkel He 178) اولین هواگرد جهان که با موتور جت کار میکرد و ساختِ کارخانهٔ هاینکل در کشور آلمان بود. این هواگرد برای نخستین بار در ۲۷ اوت ۱۹۳۹ میلادی پرواز کرد. موتور این هواگرد توسط هانس فون اوهاین ساخته شده بود.